# Charles Favez
Charles Favez (* 2. Juni 1885 in Port Louis; † 16. Juni 1960 in Lausanne) war ein Schweizer klassischer Philologe.
Favez promovierte 1918 mit einer Arbeit über Seneca an der Universität Lausanne zum Dr. phil. Er war Gymnasialprofessor und Privatdozent an der Universität Lausanne. Seine Studie La consolation latine chretienne (1937) ist immer noch grundlegend für die Untersuchung der spätantiken christlichen Konsolationsliteratur. Am 18. Juli 1912 heiratete er in Darmstadt Hedwig von Zedlitz (1879–1971), eine Tochter von Hilmar Freiherr von Zedlitz.

## Schriften
- L’inspiration chrétienne dans les Consolations de S. Ambroise, in: Revue des Études Latines 8 (1930), S. 82–91.
- La Consolation latine chrétienne. Paris 1937.
- Les opinions de Seneque sur la femme, in: Revue des Etudes Latines 16 (1938), S. 335–345.
- Saint Jérôme peint par lui-même. Bruxelles 1958.
- Le roi et le tyran chez Seneque, in: Hommages a Leon Herrmann (Collection Latomus Bd. 44). Bruxelles 1960.

| Personendaten    | Personendaten                   |
| ---------------- | ------------------------------- |
| NAME             | Favez, Charles                  |
| KURZBESCHREIBUNG | Schweizer klassischer Philologe |
| GEBURTSDATUM     | 2. Juni 1885                    |
| GEBURTSORT       | Port Louis                      |
| STERBEDATUM      | 16. Juni 1960                   |
| STERBEORT        | Lausanne                        |